# Châtenay-Malabry
Châtenay-Malabry je južno predmestje Pariza in občina v osrednjem francoskem departmaju Hauts-de-Seine regije Île-de-France. Leta 1999 je imelo naselje 30.621 prebivalcev.

## Administracija
Châtenay-Malabry je sedež istoimenskega kantona, v katerega je vključena večina ozemlja občine s 26.283 prebivalci. Manjši severni del občine pripada kantonu Sceaux, oba sta vključena v okrožje Antony.

## Zgodovina
Občina, sprva zgolj Châtenay, nosi sedanje ime od leta 1920.
Prvotno ime izvira iz besede Castanetum (castellanum = "petit château"), prvikrat omenjene v 9. stoletju, drugotni "Malabry" pa se nanaša na nerodovitno zemljo.

## Zanimivosti
- mestni park la Butte-Rouge, osnovan v letih 1931-39 in 1949-65,
- univerzitetna šola École centrale Paris, ustanovljena 1829, ena najprestižnejših tehničnih šol v Franciji,
- Stavba Maison de Chateaubriand,
- Arboretum la Vallée-aux-Loups,
- cerkev Saint-Germaine-l'Auxerrois, verjetno iz konca 10. stoletja,
- muzej bonsajev,
- Francoska agencija za boj proti dopingu, prvotno državni laboratorij za odkrivanje dopinga, ustanovljen 1966, od 1989 ima sedež v Châtenay-Malabryju.

## Pobratena mesta
- Bergneustadt (Nemčija),
- Kos (Grčija),
- Landsmeer (Nizozemska),
- Wellington (Združeno kraljestvo).